# Sanctuaire de Ribemont-sur-Ancre
Le sanctuaire de Ribemont-sur-Ancre est un sanctuaire celte puis gallo-romain situé sur la rive droite de l'Ancre, affluent de la Somme, à Ribemont-sur-Ancre dans la Somme.

## Découverte et fouille du site
Ce site fut découvert en 1962 par Roger Agache à la suite de prospections aériennes. Une première publication sur cette découverte fut publiée en 1964,,. À l'époque, le site fut identifié comme celui d'une vaste villa gallo-romaine, lieu-dit Le Ch'Bœuf d'Or.
Le site archéologique de Ribemont s'étale sur près d'un kilomètre de long sur une superficie de 80 ha s'étageant sur une suite de trois terrasses allant du plateau aux abords du village actuel. Des fouilles archéologiques ont permis de mettre au jour des vestiges datant de deux périodes distinctes :
- un site gallo-romain, découvert en premier. Orienté selon un axe sud / est du sommet du plateau, jusqu'en bordure du marais. Il comprend une agglomération gallo-romaine avec : 
  - des thermes,
  - un amphithéâtre,
  - un théâtre de 3 000 places et
  - un temple dédié à Mercure situé sur la partie la plus haute du plateau.

- un site celte, datant du IIIe siècle av. J.-C., découvert dans un second temps car recouvert par le sanctuaire gallo-romain. Ce premier site a été identifié comme un lieu de culte - un trophée - fondé par les Belges après leur victoire sur les Armoricains, premiers occupants du lieu (côte 75 m, entre la Vallée de la Renardière et le cimetière).

### Le site gallo-romain
Il a d'abord été fouillé à partir de 1966 par une association d'étudiants en archéologie de la Sorbonne, sous la direction du professeur Alain Ferdière, dans le cadre d'un programme mis en œuvre  par le professeur Ernest Will.
En 1970, Jean-Louis Cadoux, maître de conférence à l'Université de Picardie prit la relève à la tête d'une équipe d'étudiants archéologues mettant au jour les vestiges d'un temple de la fin du Ier siècle av. J.-C..

#### Le sanctuaire gallo-romain
Le fanum : les fouilles de 1968 à 1970 ont mis au jour un abondant ensemble de fragments sculptés (décor architectonique, végétaux, animaux et humains). Ces sculptures présentent des dimensions exceptionnelles et une ordonnance symétrique.

### Le site gaulois
Le sanctuaire rural gaulois de Ribemont-sur-Ancre dit à enclos belge ou picard,.
Il y a environ 2 270 ans lors d'une des plus grandes batailles de la Gaule celtique, Les Belges du Nord de la Gaule ou Germains cisrhénans se sont affrontés victorieusement aux Armoricains ou Gaulois belges pendant l'été. Ceci a été déduit d'une part de l'étude numismatique des pièces de monnaie trouvées sur le site, d'autre part de l'étude des pollens,,. Les Belges du nord, vainqueurs deviendront les Ambiens en se mêlant aux Gaulois dont certains ont été refoulés en Armorique, principalement entre Lisieux et le Mans.
L'orientation du fossé celtique de La Tène II et III est la même, grossièrement selon le soleil levant du solstice d'hiver.
En 1982 l'équipe amiénoise de fouilleurs conduite par Jean-Louis Cadoux trouve les premières traces du fossé celtique. L'année 1987 a été riche en découverte d'ossements humains dans un fossé.
Dans le sanctuaire fut retrouvé un monument cubique de 1,60 m de côté érigé avec les os longs humains empilés appartenant à sept cents individus de quinze à vingt ans. Des ossuaires communautaires constituent des sortes de piliers aux quatre coins internes de l’enclos. Entre chacune de ces colonnes d’ossements, des cadavres découpés jonchent le sol ; les corps ont été décapités, on n'a pas retrouvé de crâne sur le site. Au total 50 000 os et 10 000 armes ont été retrouvés.
La poursuite des fouilles a été menée par Jean-Louis Brunaux.
En 1990, le programme de recherche portait sur le sanctuaire gaulois et un réexamen de l'installation cultuelle gallo-romaine,.
Après trois siècles, le sanctuaire a été modifié, les fossés comblés, des stèles érigées et deux temples gallo-romains érigés dont un dédié à Mercure.

## Un site archéologique d'intérêt national
Le site archéologique gaulois de Ribemont est l'un des plus grands et des plus importants de la Gaule connus à ce jour. Pour la première fois ont été mis au jour sur ce site les restes de deux armées qui se sont affrontées sur place. Il est classé site archéologique d'intérêt national depuis 1995.
Le sanctuaire gallo-romain de Ribemont-sur-Ancre a fait l'objet de nombreuses publications dès les années 1960 (Centre de recherches archéologiques de l'Université de Picardie) avant celles concernant le sanctuaire gaulois. Le site gallo-romain apparaît d'autant plus important qu'il succède à un remarquable sanctuaire celtique.
Sur le site de Ribemont-sur-Ancre ont été mis au jour :
- plus de 40 000 ossements humains ;
- 10 000 objets métalliques gaulois ;
- un millier d'éléments architecturaux en pierre ;
- des milliers de tessons de céramique ;
- des milliers d'ossements d'animaux.

Une partie des découvertes sont présentées au Musée de Picardie (Amiens).

### Le Centre archéologique départemental
Le Centre de conservation et d'étude de Ribemont-sur-Ancre est né au début des années 1990, à l'initiative de Jean-Louis Brunaux, chercheur au CNRS, et d'Alain Gest, conseiller général du canton de Corbie, pour permettre une étude scientifique des fouilles du site de Ribemont-sur-Ancre. L'École normale supérieure (ENS), le Centre national de la recherche scientifique (CNRS), le Conseil général de la Somme, la Région Picardie, l'État et l'Union européenne partenaires du projet, ont contribué à :
- l'achat du terrain sur lequel se trouvent les vestiges du sanctuaire celtique et à la poursuite des campagnes de fouilles,
- l'acquisition d'une ancienne ferme sur la place du village, restaurée et aménagée en laboratoires et en espaces de stockage pour le mobilier archéologique.

Géré depuis 1er janvier 2010 par le Conseil général de la Somme, le Centre archéologique départemental est devenu un Centre de conservation et d'étude spécialisé dans la Protohistoire qui conserve et analyse l'ensemble des collections archéologiques du département (excepté Amiens Métropole) pour les périodes de l'âge du bronze et de l'âge du fer. Il est dirigé par une équipe d'archéologues du CNRS rattachée au Laboratoire d'archéologie de l'École normale supérieure.

## Pour approfondir

#### Ouvrages
- Roger Agache, La Somme pré-romaine et romaine d'après des prospections aériennes à basse altitude, Société des antiquaires de Picardie, Musée de Picardie, Amiens, 1978.
- Jean-Louis Brunaux, Les Gaulois, sanctuaires et rites, Paris, Éditions Errance, 1986.
- Jean-Louis Brunaux (sous la direction de), Les Temples du sanctuaire gallo-romain de Ribemont sur-Ancre, Éditions Commios, 2009.
- Gérard Coulon, Les Gallo-romains, tome 1, Les villes, les campagnes et les échanges, Paris, Armand Colin, 1990
- Gérard Fercoq du Leslay, Ribemont-sur-Ancre, Hommes et dieux dans la Somme, il y a 2 000 ans, La Chaussée-Tirancourt, EPCC Somme Patrimoine, 2017  (ISBN 978-2-9560656-0-9).

#### Articles de revues
- Didier Bayard et Jean-Louis Cadoux, « Les thermes du sanctuaire gallo-romain de Ribemont-sur-Ancre (Somme) », Gallia, vol. 40, no 1,‎ 1982, p. 83–106 (DOI 10.3406/galia.1982.1854).
- Jean-Louis Brunaux, Michel Amandry, Véronique Brouquier-Reddé, Louis-Pol Delestrée, Henri Duday, Gérard Fercoq du Leslay, Thierry Lejars, Christine Marchand, Patrice Méniel, Bernard Petit et Béatrice Rogéré, « Ribemont-sur-Ancre (Somme) : bilan préliminaire et nouvelles hypothèses », Gallia, vol. 56,‎ 1999, p. 177–283 (DOI 10.3406/galia.1999.3010).
- Jean-Louis Cadoux, « Les fouilles du sanctuaire gallo-romain de Ribemont-sur-Ancre (Somme) : un bilan 1966-1981 », Revue archéologique de Picardie, no 4,‎ 1982, p. 136–144 (DOI 10.3406/pica.1982.1368).
- Jean-Louis Cadoux et Patrice Lancelin, « L'ossuaire gaulois de Ribemont-sur-Ancre : premières observations, premières questions », Gallia, vol. 42, no 1,‎ 1984, p. 53–78 (DOI 10.3406/galia.1984.1910).
- Jean-Louis Cadoux, « Le sanctuaire gallo-romain de Ribemont-sur-Ancre (Somme) : état des recherches en 1983 », Revue du Nord, t. 66, no 260,‎ janvier-mars 1984, p. 125–145 (DOI 10.3406/rnord.1984.3993).
- Jean-Louis Cadoux et Francine Delauney, « Les sculptures du temple gallo-romain de Ribemont-sur-Ancre (Somme) : une retractatio », Revue archéologique de Picardie, nos 1-2,‎ 1995, p. 209–220 (DOI 10.3406/pica.1995.2159).
- Louis-Pol Delestré, « L'or du trophée laténien de Ribemont-sur-Ancre (Somme) », Revue numismatique, 6e série, t. 157,‎ 2001, p. 178–213 (DOI 10.3406/numi.2001.2326).

### Sources audio-visuelles
- « Qui furent donc les sacrifiés du grand sanctuaire celtique de Ribemont sur-Ancre ? », émission Le Salon noir, présentée par Vincent Charpentier, sur France Culture, 1er juin 2011 : interview de Jean-Louis Brunaux, directeur de recherches au CNRS, et de Jannick Ricard, chirurgien pédiatre, médecin légiste au CHRU d'Amiens, chercheur associé au CNRS, anthropologue de la fouille du sanctuaire de Ribemont-sur-Ancre.
- Jannick Ricard, « Qu'est-ce qu'un guerrier gaulois ? », conférence Universcience à la Cité des sciences et de l'industrie, Paris, 14 février 2012.